# Костёл Девы Марии Розарии и монастырь доминиканцев (Гродно)
Костёл Девы Марии Розарии и монастырь доминиканцев — архитектурный комплекс стиля барокко, построенный орденом доминиканцев в Гродно. Костёл не сохранился, монастырские корпуса расположены на ул. Советской 6 и 8.

## История
Костёл и монастырь основаны мстиславским воеводой Фредериком Сапегой и его женой Кристиной из рода Поцеев. В 1632 году король Сигизмунд III подтвердил доминиканцам пожалования Сапег. Изначально монахи обосновались в переделанном каменном доме. 22 мая 1633 года в монастырь тожественно ввели первых доминиканцев. После захвата Гродно московскими ратниками, в 50-х годах
XVII века, костёл был повреждён. В результате строительных работ, которые, видимо, были достаточно масштабными, костёл был восстановлен.
В июле 1673 года храм освятил бискуп Николай Слупский. В 90-х годах XVII века, благодаря новым пожертвованиям, в частности, от магната Казимира Яна Сапеги, были начаты новые строительные работы. В 1708 году новый храм якобы был готов, но освещение произошло только в 1726, что может наводить на мысль о доработках костёла в этот
период времени. Позднее Антоний Михал Потоцкий финансировал строительство двух высоких сложных куполов на башнях, но к моменту уничтожения святыни их уже не было.
Каменное здание монастыря, идущее вдоль улицы Виленской (Советская), зафиксировано на плане 1753 года. Старейшая часть этого строения появилась, видимо, ещё в 30-х годах XVII века. Корпус монастыря возводили постепенно, на протяжении
длительного времени. Работы велись в 20-30-х годах XVIII столетия. Здание строили с расчётом на арендное использование
во время сеймов, поэтому оно было гораздо больше, чем требовалось для размещения самих монахов.
Вдоль улицы к Немецкому рынку (Доминиканская) располагалось длинное деревянное строение, которое было заменено
на каменное после пожара 1782 года. Предполагается, что его построили по проекту доминиканца Людвига Гринцевича.
Оба здания доминиканцев использовались для размещения учебных заведений. Доминиканская школа в здании монастыря по улице Виленской (Советская) ведёт историю ещё с последней четверти XVII века. В период 1748—1749 годов это учебное заведение получило статус высшей школы.
К началу XIX века доминиканцам удалось собрать у себя одну из самых больших библиотек на землях бывшего ВКЛ. Насчитывало это собрание более 10000 томов. В 1804 году количество книг в библиотеке гродненских доминиканцев приближалось к цифре 10500. Для сравнения, в этом же году в хранилище Императорского Московского университета располагалось несколько больше, чем 11800 томов.
В 30-х годах XIX века монастырь доминиканцев в Гродно закрыли из-за участия учителей и учеников в восстании 1830—
1831 годов, а здание на Виленской предназначили для государственной гимназии.
Студенты гимназии приняли активное участие в восстании 1863 года, поэтому в 1875 году «во избежание соблазна в местном населении» царская администрация уничтожила костёл.
Корпус по ул. Советской, 8 изначально вмещал ещё одну доминиканскую школу, а во второй половине XIX века использовался женской гимназией. Позднее в нём размещался магистрат.

## Архитектура
Польский писатель Юлиан Немцевич называл доминиканский костёл одним из самых красивых в Гродно. Храм имел строгий фасад в стиле сарматского барокко. Облик костёла запечатлён на картине второй половины XIX авторства Н. Орды, а также на сделанной незадолго до сноса фотографии 1870-х годов.
В интерьере имелось несколько алтарей и амвон. Алтарная перегородка напоминала аналогичную в костёле францисканцев и была украшена различными скульптурами. Находящийся в храме бюст Станислава Августа Понятовского был частью эффектной скульптурной композиции. Бюст располагался под пологом, который придерживали ангелочки. В верхней части помещалась корона.
Корпус монастыря, размещённый по ул. Советской, 6, много раз перестраивался. Представляет собой самое длинное (длина фасада более 95 метров) историческое здание на улице, исполненное в стиле классицизма. Центральная часть выделена треугольным фронтоном и рустом первого этажа. Планировка изменена.
Здание размещённое по адресу Советская, 8, декорировано пилястрами и барочными волютами. Планировка - коридорная.